# Пољопривреда (часопис)
Пољопривреда је стручни часопис који је излазио месечно од 1952. до 2004. године и бавио се темама из пољопривредних наука. 

### О часопису
Први број часописа Пољопривреда штампан је у београдској штампарији "Бранко Ђоновић" у издању Друштва пољопривредних инжењера и техничара НР Србије.

### Историја
Часопис је од 1970. године штампан наизменично на ћириличном и латиничном писму. Исте године је продужена и нумерација бројева, која је обухватала збир свих бројева од првог броја. Од 1973. године часопис је излазио са поднасловом Орган Савеза друштава пољопривредних инжењера и техничара НР Србије, a од 1981. излазио је у издању Савеза пољопривредних инжењера и техничара Србије.

## Уредници
- Светозар Тешовић - од бр. 3 (1962)
- Божидар Весковић - од бр. 12 (1966)
- Будимир Милојић - од бр. 243 (1974)
- Јован Смиљановић - од бр. 297 (1984)
- Драгољуб Максимовић - од бр. 348/349 (1990)

## Теме
- сточарство
- ратарство
- воћарство
- виноградарство